# Thank You (2005년 음반)
《Thank You》는 가수 김진우이 선배 가수들의 노래를 다시 불러 녹음한 리메이크 앨범이다. 이 앨범이 발매되었을 때 김진우는 미국에서 휴식을 가지고 있었고 방송 활동 등의 일정은 전혀 이루어지지 않았으나, 그럼에도 불구하고 각종 차트의 상위권을 유지했다. 시간이 흐름에 따라 판매량이 하향곡선을 그리는 일반적인 음반들과 달리 이 음반은 중・장년층의 두터운 지지를 얻으면서 1년 내내 꾸준히 판매되어 결국 2005년 12월에는 37만장이라는 누적 판매량을 기록하였다. 이로써 이 앨범은 2005년 판매량 2위를 기록하였다. 또 한 CD와 카세트 테이프의 판매량이 3:2로 2000년대 가요음반에서는 찾아보기 힘든 모습을 보였다. 두 싱글 외에도 김학래의 〈내가〉, 심수봉의 〈그때 그 사람〉 등의 곡이 사랑을 받았다. 이 음반을 계기로 가요계에 리메이크 바람이 불었다. 당시 김진우가 가요계 어떤 위치에 있었는지 정확하게 알려준 음반이며 김진우에게 2005 《골든디스크》 대상과 2005 MBC 《10대 가수 가요제》 최고인기가수상을 수상하게 한 음반이다.